# Eustomias elongatus
Eustomias elongatus är en fiskart som beskrevs av Clarke 2001. Eustomias elongatus ingår i släktet Eustomias och familjen Stomiidae. Inga underarter finns listade i Catalogue of Life.